# Prefectura de Biltine
Biltine era una de las 14 prefecturas de Chad. Ubicada en el este del país, Biltine cubría un área de 46 850 kilómetros cuadrados y tenía una población de 184 807 en 1993. Su capital fue Biltine. El idioma amdang, que se habla en algunas partes de la prefectura, a veces se llama "Biltine".
Se encontraba dividida en las subprefecturas de Am Zoer, Arada, Biltine, Guéréda e Iriba.